# Antonio Pigafetta
Antonio Pigafetta (1491, Vicenza – asi 1534, Benátky) byl italský dobrodruh a mořeplavec, který se jako kronikář zúčastnil první cesty kolem světa, kterou ve španělských službách vedl Portugalec Fernão de Magalhães.

## Život
Antonio Pigafetta přišel do Španělska v roce 1519 po boku papežského vyslance Francesca Chieregata a se svolením krále Karla V. se nechal dobrovolně – tedy bez nároku na finanční odměnu – zapsat do posádky chystané Magalhãesovy výpravy. Působil jako hlavní kronikář a badatel. Náhodou – a snad také proto, že jako šlechtic nemusel na lodi vykonávat nejtěžší práce – přečkal celou výpravu ve zdraví a byl jedním z osmnácti mužů, kteří celou cestu kolem světa dokončili. Po návratu se na nějaký čas stáhl do ústraní, později se stal velitelem v Norsii, kde byl v boji s Turky raněn.

## Zpráva o první cestě kolem světa

### Okolnosti vzniku

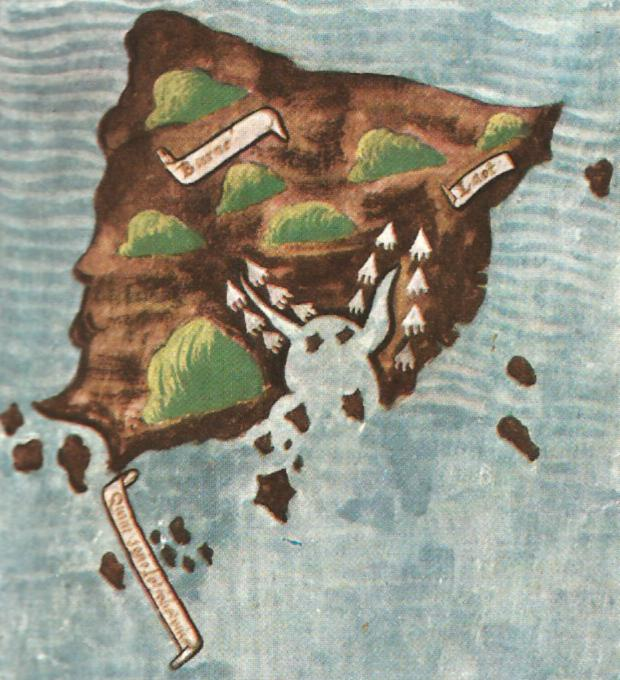
Pigafettova mapa Bornea

Pigafetta si během plavby dělal poznámky a na žádost svého přítele, maltézského rytíře Philipa Villerse d’Isle-Adam, o ní v roce 1524 napsal podrobnou Zprávu. Tento text se nedochoval, zachována však byla jeho stručnější verze z téhož roku, kterou Pigafetta připravil pro Luisu Savojskou. I tato byla dlouho považována za ztracenou, ale na konci 18. století byla nalezena v milánské knihovně a vzápětí vydána italsky a francouzsky. Nebýt této zprávy, víme o průběhu výpravy jen velmi málo, zachován je pouze list Juana Sebastiána del Cano – kapitána Victorie po Magalhãesově smrti, a také rozsáhlý dopis Maxmiliána Transylvánského (Sedmihradského), sekretáře ve službách španělského krále. Avšak dochovaná verze Pigafettovy Zprávy je nejpodrobnější a nejpůsobivější pramen o této plavbě.
Po dokončení výpravy byla Magalhãesova památka pošpiněna del Canem a ostatními přeživšími muži, byl označen za zrádce španělské koruny a dezertéra. Pigafetta byl Magalhãesovým velkým obdivovatelem, a proto smyslem jeho Zprávy bylo podat o událostech objektivní svědectví a očistit památku statečného muže.

### Obsah Zprávy
Kromě popisu cesty si Pigafetta podrobně všímá také navštívených zemí, zvyků a kultury domorodců i pozorované fauny a flóry. Naopak velmi malou pozornost věnuje Pigafetta náladě na lodi a vzrůstajícímu napětí mezi kapitánem a jeho posádkou. Přestože jsou jeho záznamy velmi stručné, zkreslené a neodborné, jsou cenným svědectvím a první zprávou o dosud zcela neznámých končinách. K domorodcům si na rozdíl od pozdějších conquistadorů udržuje celkem křesťanský postoj a snaží se je co nejvíce pochopit, popisuje jejich oblečení, vzhled, rodinné vztahy, víru. Několik řádek také vždy věnuje některým základním slovům v jejich jazycích.
Jeho citát: "Antarktický pól není tak hvězdnatý jako arktický. Je vidět hodně hvězd malých, dohromady spojených, jež vytvářejí jakési dvě mlhoviny, jednu od druhé maličko oddělené a ztemnělé, uprostřed nichž jsou dvě velikánské hvězdy, ne už tak jasné, a trochu se také pohybují,"  je pravděpodobně prvním pokusem o popis oblohy jižní polokoule.
Už při této první cestě kolem světa si Pigafetta povšiml skutečnosti, že se obeplutím Země získá jeden den, a také si tuto skutečnost správně vysvětlil: "Když se pluje na západ a vrací se na stejné místo, tak jako to slunce činí, čtyřiadvacet hodin se získá, jak je zřejmo." 